# Matti Sanaksenaho

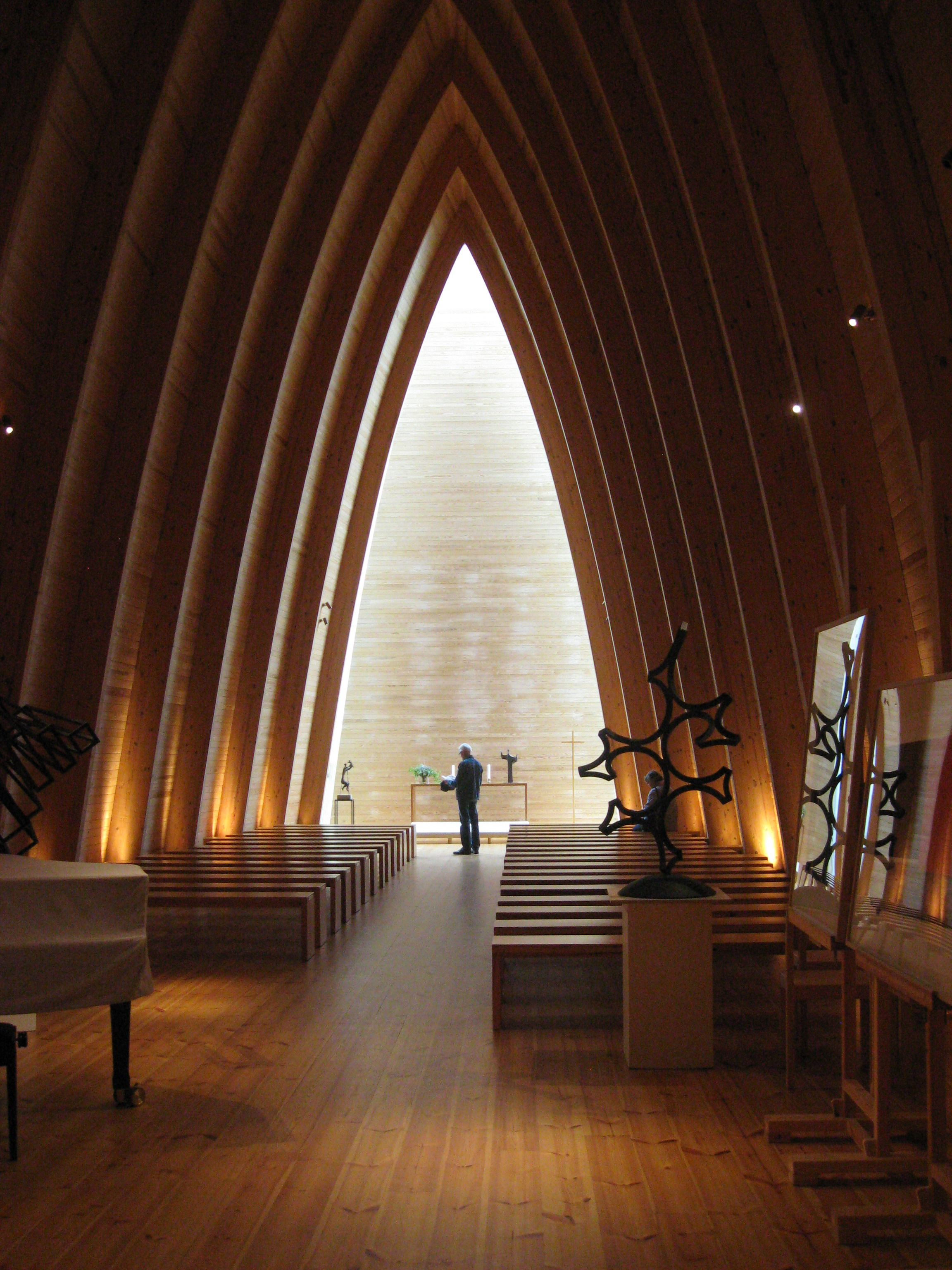
Sankt Henriks ekumeniska konstkapell, interiör.

Veli-Matti Olavi Sanaksenaho, född 24 februari 1966 i Helsingfors, är en finländsk arkitekt. 
Sanaksenaho utexaminerades från Tekniska högskolan i Helsingfors 1993. Han vann tillsammans med studerandena Juha Kaakko, Juha Jääskeläinen, Petri Rouhiainen och Jari Tirkkonen tävlingen om Finlands paviljong vid världsutställningen 1992 i Sevilla med förslaget "Helvetinkolu" (Helvetesklyftan). Han undervisade vid Tekniska högskolan 1993–1995, var gästprofessor i Århus 1996 och professor i arkitektur vid Uleåborgs universitet sedan 2011. Han erhöll tillsammans med sina kolleger statens arkitekturpris 1992 samt Reima Pietilä-priset 2001. Hans mest kända egna verk är Sankt Henriks ekumeniska konstkapell i trä och koppar i Åbo (2005).